# Батаљионе-Бањара (Кремона)
Батаљионе-Бањара је насеље у Италији у округу Кремона, региону Ломбардија.
Према процени из 2011. у насељу је живело 1723 становника. Насеље се налази на надморској висини од 39 м.